# Pachyparnus whiteheadi
Pachyparnus whiteheadi är en skalbaggsart som först beskrevs av Waterhouse 1900.  Pachyparnus whiteheadi ingår i släktet Pachyparnus och familjen öronbaggar. Inga underarter finns listade i Catalogue of Life.